# Motivo iniciador
El motivo iniciador (Inr) es un promotor de la transcripción de ADN muy similar en función a la caja de Pribnow (en procariotas) o a la caja TATA (en eucariotas). Se caracteriza por una secuencia consenso del tipo 5'-YYAN(T/A)YY-3', donde "Y" hace referencia a una pirimidina (citosina o timina), "T" a timina y "A" a adenina. Al igual que la caja TATA, el motivo Inr facilita la unión del factor de transcripción TFIID (proteína de unión a TATA).